# Попско
Попско е село в Южна България. То се намира в община Ивайловград, област Хасково.

## География
Село Попско се намира в планински район.

## История
На 2 юни 1940 с участието на кмета на селото Александър Шопов и общинския съветник Колю Арабаджиев в селото е образувано на дружество „Червен кръст".

## Редовни събития
Всяка година в село Попско се провежда събор, на който се събират всички, на които родът им започва от там. Идват хора от цяла България.